# Салсет (острво)
Острво Салсет је острво у држави Махараштра на западној обали Индије. На њему леже метропола Мумбај (некада Бомбај) и градови Тане и Мира-Бајандар, чинећи га врло насељеним и једним од најгушће насељених острва на свету. Има популацију која се приближава до скоро 20 милиона становника, а лежи на површини од око 619 km2 (239 sq mi).

## Локација
Салсет је на северу омеђен потоком Васаји, на североистоку реком Улхас, на истоку потоком Тане и луком Бомбај, а на југу и западу Арапским морем. Првобитних седам острва Бомбај, која су мелиорацијом спојена током 19. и почетком 20. века да би се формирао град Мумбај, сада су практично јужно истурени полуострв много већег острва Салсет.
Острво Тромбај, које се налазило југоисточно од Салсет, данас је део самог острва, јер је велики број интервентних мочвара обновљен. Садржи Национални парк Боривали, познат и као Национални парк Санџај Ганди. Град Тане је на североисточном углу, на потоку Тане, док његово предграђе Мира-Бајандар лежи у северозападном углу. Политички, градска четврт Мумбај покрива полуострво јужно од Махима и Сиона, док већи део изворног острва чини предграђе Мумбаја. Северни део лежи унутар округа Тана, који се протеже преко потока Васај и Тане на копну. 

## Историја
Реч Sasashti значи „шездесет шест”, мислећи на првобитна „шездесет шест села” на острву. У њему су живели фармери, пољопривредници, занатлије и рибари који су прешли у хришћанство прате од 55. године нове ере доласком Христовог ученика Светог Вартоломеја. на северу Конкана. На римокатоличанство су их наводили четири верска реда - доминиканци, фрањевци, августинци и језуити - који су у 15. веку стигли са Португалцима. 
109 будистичких пећина, укључујући оне у Канхерију, могу се наћи на острву и потичу с краја 2. века. Салсетом је владала сукцесија хиндуистичких краљевстава, од којих су последње биле Шилхарас, а касније Царство Марата. Године 1343. острва је анексирао муслимански султанат Гуџарат. Тек 1534. године Португалци су острва одузели султану Бахадур Шаху из Гуџарата. Сашти је постао део северне провинције португалске Индије, којом се управљало из Басаима (данашњи Васаји) на северној обали потока Васаји. Године 1554. острва су предата Гарсији де Орти, познатом лекару и ботаничару и аутору Колоквијума о индијским индикаторима, дрогама и материјалима, основни рад о индијској и источној медицини свог доба.
На острву Мазагаон, језуити су основали базу која је полагала право на земљу. Португалски краљ је одбио да удовољи њиховом захтеву и 1572. године острво је трајно дао у закуп породици де Соуза е Лима. До тада је било велико римокатоличко становништво. Португалци су са собом довели и афричке робове познате као „Кафирс”, који су убрзо ушли у етничку мешавину народа. Португалци су основали Гоа, који је лежао јужно од острва, као седиште у Индији. Гоа је тада био познат као „Лисабон на Истоку” и био је главни град португалског индијског поткраљевства. Због своје истакнутости, острва никада нису била важна за Португалце. Португалци су на острву Сашти изградили девет римокатоличких цркава: Нирмал (1557), Носа Сењора дос Ремедиос (1557), Сандор (1566), Агаши (1568), Нандакал (1573), Папди (1574), Пале (1595) , Маникпур (1606) и Носа Сењора дас Мерсес (1606). Црква Светог Андреја и базилика Маунт Мари у Бандри, крст на Мајсану на крсту, црква Глорија (1632) у Мазагаону и остаци цркве у Санта Крузу једине су богомоље које су преживеле до данас.
Године 1661. седам острва Бомбаја уступљено је Британији као део мираза Катарине од Брагансе енглеском краљу Чарлсу II, док је Салсет остао у рукама Португала. Краљ Чарлс је пак закупио острва Бомбај британској Источноиндијској компанији 1668. године за 10 фунти годишње. Компанија је направила луку у Бомбају изузетно прикладну, а број становника је порастао са 10.000 у 1661. на 60.000 у 1675. Године 1687. Источноиндијска компанија је тамо пренела своје седиште из Сурата. Године 1737. острво су заузеле Марате, а већи део португалске северне провинције уступљен је становницима Марате 1739. 
Британци су окупирали Салсет 1774. године, а формално је уступљена Источноиндијској компанији у Салбајском споразуму 1782. године. Исте године, Вилијам Хорнби, тадашњи гувернер Бомбајског председништва, покренуо је пројекат повезивања острва Бомбај. До 1845. године седам јужних острва било је повезано са Старим Бомбајем, површине 435 км². Касније је изграђен и пут назван Сион. Железнички вијадукти и насипи изграђени су у 19. веку да би острво Бомбај повезали са копном преко Салсета. Канале који раздвајају Бомбај од Салсет и Тромбај премостио је пут зван Сион 1803. Приступачност се знатно повећала након изградње овог насипа. Железничке линије и путеви подстакли су богатије трговце да граде виле на острву Салсет. До 1901. године становништво Салсета повећало се на 146.993 и регион је почео да се назива Великим Бомбајем.

## Географија
Салсетом доминира централна маса брда окружених плимним становима. На његовом западном боку лежало је мноштво много мањих острва. Међу њима су били Бандра, Јуху (надморске висине за само метар или два), Версова, острво Марве, острво Дарави и Рај Мурде, сви са језгром и узвишеним таласним платформама и пешчаним плажама. Чини се да су ова острва остала одвојена све до 1808. године. У време писања старог гласника Тане 1882. године, до ових острва се могло доћи током осеке ходајући кроз увале између плима и осека између њих, осим острва Дарави у данашњој Гораји (да се не би помешао са сиромашном четом близу Махима), до које је требало доћи чамцем. Они више нису одвојени, а придружени су Салсет путем рекултивације. Највиша тачка је конусни врх Канери (467 метара) у националном парку Боривали на северним крајевима острва. Овај национални парк је највећи на свету унутар граница града.
Острво се налази на ушћу неколико линија раседа. Због тога је подручје подложно земљотресима све до магнитуде 6. Острво је углавном састављено од црних базалтних стена. С обзиром да је дуж морске обале, на западној обали има пешчани појас. Јужни регион Старог Бомбаја углавном је на нивоу мора. Међутим, делови који су некада били плићаци су испод нивоа мора. Многи делови града су брдовити. На некој тачки на острву Бомбај има латеритног тла и стена.
На острву постоје три главна језера: језеро Повај, језеро Тулси и језеро Вихар. Последња два опскрбљују део потребе Мумбаја за водом. Присутни су и бројни други мањи рибњаци и језера. Река Мити (Махим), Појсар, Река Ошивара и Дахисар потичу из националног парка и улазе у Арапско море. Река Мити потиче из језера Повај. Потоци Васаји и Тане су естуарни дистрибутери реке Улас. Бројни слани или слани потоци пружају се у унутрашњост од обале. Махим поток одваја град од предграђа на западу. Даље на северу на западној обали, река Ошивара се улива у поток Малад (или Марве), а река Дахисар у поток Гораји. Источна рива такође има много малих потока. Мали јужни део источне риве Салсета чини луку Бомбај.
Северно од овог региона леже велике количине заштићених мочвара у Севреу, дому птица селица. Северни и северозападни део острва и делови реке Махим имају мочваре заштићене владом. Ови мочварни крајеви чине масивне густе шуме мангрове.